# Émile Gentil

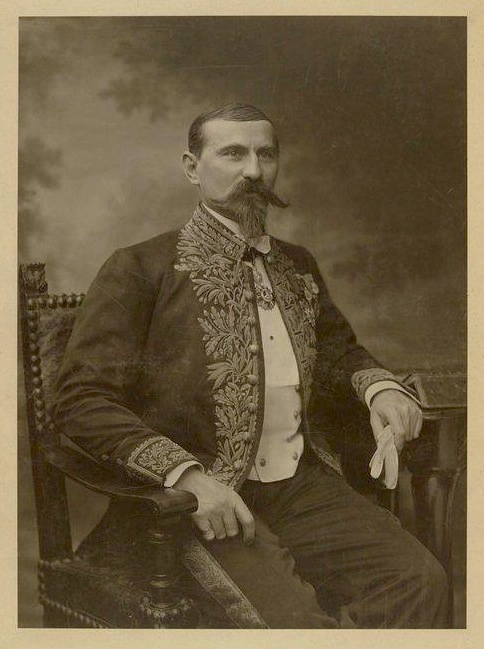
Émile Gentil, 1902.

Émile Gentil, född 4 april 1866 i Volmunster, död 30 mars 1914 i Bordeaux, var en fransk Afrikaresande.
Gentil var ursprungligen marinofficer och deltog senare i Pierre Savorgnan de Brazzas resor kring Kongofloden, och han lyckades år 1900 bringa riket Bagirmi under franskt protektorat. 1900 blev han fransk regeringskommissarie i Chari-distriktet, 1903 i Franska Kongo. Han var en av de fransmän som verkade ivrigast för att utöka det franska herraväldet i Centralafrika.  Efter honom är staden Port-Gentil i Gabon uppkallad.